# Not Your Muse
| Совокупная оценка    | Совокупная оценка |
| Источник             | Оценка            |
| -------------------- | ----------------- |
| AnyDecentMusic?      | 7.5/10            |
| Metacritic           | 81/100            |
| Оценки критиков      |                   |
| Источник             | Оценка            |
| AllMusic             | [ 3 ]             |
| DIY                  | [ 4 ]             |
| Evening Standard     | [ 5 ]             |
| The Guardian         | [ 6 ]             |
| The Independent      | [ 7 ]             |
| The Line of Best Fit | 8/10              |
| musicOMH             | [ 9 ]             |
| NME                  | [ 10 ]            |
| The Telegraph        | [ 11 ]            |
| The Times            | [ 12 ]            |

For the First Time — дебютный студийный альбом британской соул-певицы и автора-исполнителя Celeste (Celeste Epiphany Waite), вышедший 29 января 2021 года на лейблах Both Sides и Polydor. Продюсерами были Jamie Hartman, John Hill и Josh Crocker.
Селеста стала первой британской артисткой за пять лет, дебютный альбом которой занял первое место в UK Albums Chart.

## Отзывы
Альбом получил положительные отзывы музыкальных критиков и интернет-изданий, некоторые хвалили вокал Селесты, а также критиковали музыку.
В интернет-агрегаторе Metacritic, устанавливающем в среднем оценку до ста, основанную на профессиональных рецензиях, альбом получил 81 балл на основе 9 полученных рецензий, что означает «получил всеобщее признание критиков».
Музыкальный критик Нил МакКормик из The Telegraph назвал пластинку «классным дебютом» и отметил, что «знойный тембр, дымчатые тона и джазовый поток Селесты имеют идеальное качество». Он также похвалил «поразительный» баланс между вокалом и инструментами и отметил, что он «поддерживает ауру сдержанности, где могут сиять вокальные причуды Селесты».

## Коммерческий успех
Not Your Muse дебютировал на первом месте британского хит-парада UK Albums Chart за неделю, начинающуюся 5 февраля 2021 года, став первым дебютным альбомом британской артистки, который возглавил чарт за более чем пять лет, последним из которых был I Cry When I Laugh (Jess Glynne) в августе 2015 года. К середине недели тираж составил 16,957 копий и 22,475 копий продаж к концу первой недели (из которых 18,206 это физические копии).

## Список композиций
| №                   | Название                         | Автор(ы)                                                         | Продюсеры                  | Длительность |
| ------------------- | -------------------------------- | ---------------------------------------------------------------- | -------------------------- | ------------ |
| 1.                  | «Ideal Woman»                    | Celeste Epiphany Waite Joshua Crocker                            | Charlie Hugall Crocker     | 3:43         |
| 2.                  | «Strange» (Edit)                 | Waite Stephen Wrabel Jamie Hartman                               | J. Hartman                 | 3:20         |
| 3.                  | «Tonight Tonight»                | Waite Sean Douglas J. Hartman                                    | Hugall Kid Harpoon Crocker | 3:39         |
| 4.                  | «Stop This Flame»                | Waite J. Hartman                                                 | J. Hartman John Hill       | 3:18         |
| 5.                  | «Tell Me Something I Don’t Know» | Waite J. Hartman Jamien Nagadhana                                | Hugall                     | 3:56         |
| 6.                  | «Not Your Muse»                  | Waite Simon Aldred                                               | Hugall                     | 4:27         |
| 7.                  | «Beloved»                        | Waite J. Hartman                                                 | Josh Crocker               | 3:57         |
| 8.                  | «Love Is Back»                   | Waite J. Hartman Ettie Hartman                                   | Crocker Hugall             | 4:16         |
| 9.                  | «A Kiss»                         | Waite J. Hartman Mattias Larsson Robin Fredriksson Mark Mollison | Crocker Hugall             | 3:58         |
| 10.                 | «The Promise»                    | Waite Holly Millman Mollison                                     | Crocker Hugall             | 3:45         |
| 11.                 | «A Little Love»                  | Waite J. Hartman                                                 | J. Hartman Crocker         | 2:58         |
| 12.                 | «Some Goodbyes Come with Hellos» | Waite J. Hartman Gregory Hein Samuel Romans                      | Hartman                    | 3:25         |
| Общая длительность: | Общая длительность:              | Общая длительность:                                              | Общая длительность:        | 44:40        |

| №                   | Название                                           | Автор(ы)                                                              | Продюсеры              | Длительность |
| ------------------- | -------------------------------------------------- | --------------------------------------------------------------------- | ---------------------- | ------------ |
| 13.                 | «Father's Son»                                     | Waite Thomas Havelock                                                 | Havelock               | 3:15         |
| 14.                 | «Lately» (с Gotts Street Park)                     | Waite Gotts Street Park                                               | Crocker                | 4:11         |
| 15.                 | «Both Sides of the Moon» (с Gotts Street Park)     | Waite Gotts Street Park                                               | Crocker                | 4:13         |
| 16.                 | «Strange»                                          | Waite Wrabel J. Hartman                                               | Hartman                | 4:15         |
| 17.                 | «Unseen» (с Lauren Auder)                          | Waite Eli Teplin Christopher Stracey Tobias Jesso Jr. Sylvian Gerboud | Stracey Dviance Teplin | 3:49         |
| 18.                 | «In the Summer of My Life»                         | Waite Terrace Martin                                                  | Martin                 | 4:07         |
| 19.                 | «It's All Right» (Jon Batiste при участии Celeste) | Curtis Mayfield                                                       | Tom MacDougall         | 2:49         |
| 20.                 | «Hear My Voice»                                    | Waite Daniel Pemberton                                                | Pemberton              | 3:02         |
| 21.                 | «I'm Here»                                         | Waite Justin Parker                                                   | Parker                 | 3:25         |
| Общая длительность: | Общая длительность:                                | Общая длительность:                                                   | Общая длительность:    | 77:46        |

| №                   | Название            | Автор(ы)                             | Продюсер            | Длительность |
| ------------------- | ------------------- | ------------------------------------ | ------------------- | ------------ |
| 22.                 | «La vie en rose»    | Édith Piaf Louiguy Marguerite Monnot | Crocker             | 2:12         |
| Общая длительность: | Общая длительность: | Общая длительность:                  | Общая длительность: | 79:58        |

| №  | Название                         | Длительность |
| -- | -------------------------------- | ------------ |
| 1. | «Ideal Woman»                    | 3:42         |
| 2. | «Tell Me Something I Don't Know» | 3:56         |
| 3. | «Not Your Muse»                  | 4:27         |
| 4. | «Beloved»                        | 3:57         |

| №  | Название                         | Длительность |
| -- | -------------------------------- | ------------ |
| 1. | «The Promise»                    | 3:45         |
| 2. | «Love Is Back»                   | 4:16         |
| 3. | «A Kiss»                         | 3:58         |
| 4. | «Some Goodbyes Come with Hellos» | 3:25         |

Notes
- ↑  соавтор

## Позиции в чартах
| Чарт (2021)                       | Высшая позиция |
| --------------------------------- | -------------- |
| Австрия (Ö3 Austria)              | 4              |
| Бельгия/Фландрия (Ultratop)       | 1              |
| Бельгия/Валлония (Ultratop)       | 48             |
| Франция (SNEP)                    | 95             |
| Нидерланды (Album Top 100)        | 6              |
| Германия (Offizielle Top 100)     | 6              |
| Греция (IFPI Greece)              | 58             |
| Ирландия (Irish Albums Chart)     | 24             |
| Шотландия (Scottish Albums Chart) | 1              |
| Швейцария (Schweizer Hitparade)   | 6              |
| Великобритания (UK Albums Chart)  | 1              |